# Tom Vek
Tom Vek (nascido Tom Vernon Kell) (n. 10 de Maio de 1981), é um músico multi-instrumentista de Londres, Inglaterra.
Lançou, em 2005, seu primeiro álbum We Have Sound.